# ريكوبا سودأمريكانا 2006
ريكوبا سودأمريكانا 2006 هو الموسم 14 من ريكوبا سودأمريكانا. أشرف على تنظيمه كونميبول، وكان عدد الأندية المشاركة فيه 2، وفاز فيه بوكا جونيورز.